# Krasnomaiski (Tver)
Krasnomaiski (ruso: Краснома́йский) es un asentamiento de tipo urbano de Rusia, perteneciente al raión de Vyshni Volochok de la óblast de Tver. Desde 2019 no tiene autogobierno local y funciona como una pedanía de la ciudad de Vyshni Volochok, ya que el raión se gobierna como ókrug urbano.
En 2021, el asentamiento tenía una población de 4393 habitantes.
Se ubica en las afueras noroccidentales de la capital distrital Vyshni Volochok y en la costa noroeste del lago que lleva el nombre de dicha ciudad, en la salida de la carretera E105 que lleva a Valdái.

## Historia
El asentamiento fue fundado al construirse en los campos cercanos a Vyshni Volochok una fábrica química en 1859. En los años posteriores, la fábrica química fue comprada para pasar a ser una fábrica de vidrio, conocida por su producción de lámparas de queroseno y vajillas. La Unión Soviética le dio el estatus de asentamiento de tipo urbano en 1925. La fábrica de vidrio sigue siendo la base de la economía local y el asentamiento alberga desde 1968 un museo de vidrios del siglo XIX. En el siglo XXI, la fábrica se ha especializado en el uso de sulfuro de cinc coloreado.